# Pseudoreaster
Pseudoreaster is een geslacht van zeesterren uit de familie Oreasteridae.

## Soort
- Pseudoreaster obtusangulus (Lamarck, 1816)